# Dwaccać wośmaja zorka
Dwaccać wośmaja zorka – album białoruskiego zespołu punk-rockowego Mroja, wydany w 1989 roku. Pomysłodawcami powstania kasety byli białoruscy dziennikarze muzyczni Anatol Mialhuj i Witaut Martynienka. Zawierająca 8 utworów kaseta stanowiła przełom w karierze zespołu – towarzysząca tekstom dotyczącym aktualnych wydarzeń muzyka była ostrzejsza niż na wcześniejszych albumach, co przysporzyło Mroi wielu nowych fanów. Album doczekał się dwóch reedycji – w 1997 roku został wydany na kasecie przez wydawnictwo ZBS, natomiast w 2009 roku nakładem wytwórni BMA-group ukazał się na płycie kompaktowej.

## Lista utworów
| Nr | Tytuł utworu            | Oryginalna pisownia tytułu | Długość |
| -- | ----------------------- | -------------------------- | ------- |
| 1. | „Dwaccać wośmaja zorka” | «Дваццаць восьмая зорка»   | 4:56    |
| 2. | „Mama-mafija”           | «Мама-мафія»               | 3:36    |
| 3. | „Szmat”                 | «Шмат»                     | 4:39    |
| 4. | „Kastrycznicki ciahnik” | «Кастрычніцкі цягнік»      | 5:14    |
| 5. | „Aposzni inspiektar”    | «Апошні інспектар»         | 7:39    |
| 6. | „Australijskaja polka”  | «Аўстралійская полька»     | 2:58    |
| 7. | „Ziamla”                | «Зямля»                    | 3:57    |
| 8. | „Ja – rok-muzykant”     | «Я — рок-музыкант»         | 4:08    |
|    |                         |                            | 37:07   |

## Twórcy
- Lawon Wolski – klawisze, wokal
- Wieniedykt Konieu-Pietuszkiewicz – gitara, chórki
- Juraś Laukou – gitara basowa, chórki
- Aleh Dziemidowicz – perkusja, chórki